# Rysjön, Halland
Rysjön är en sjö i Falkenbergs kommun i Halland och ingår i Suseåns huvudavrinningsområde.